# ボーダコム
ボーダコム（英語: Vodacom）は、南アフリカ共和国ハウテン州ヨハネスブルグ市都市圏に本社を置く携帯電話事業を営む企業である。

## 概要
国内約2,300万人（約58%）の顧客を持つ南アフリカ最大の携帯電話会社で、国際携帯ネットワークであるボーダフォンの一部である。
南アフリカに3G、UMTSネットワークを初めて展開した企業でもあり、HSDPAの提供も行っている。また、GSMサービスを南アフリカ、タンザニア、レソト、モザンビーク、コンゴ民主共和国で提供している。キリマンジャロも提供範囲に入っており、これはGSM提供範囲の中で世界一高い場所である。

## 歴史
1993年、政府が出資する電気通信企業のテルコムSAとボーダフォン、投資会社のヴェンフィンの3社による合弁事業として設立された。出資比率の割合はテルコムSAが50%、ボーダフォンが35%、ヴェンフィンが15%であった。
2005年11月、ボーダフォンはヴェンフィン株の99.8%を約160億 ランド（約20億 ユーロ）で買収することに合意した。その後ヴェンフィンの資産はボーダコムの株式15%を除き処分され、これによりボーダフォンはテルコムSAとともにボーダコム株を50%を保有することになった。

## 事業

### 協賛
ラグビー
- カリーカップ
  - ブルー・ブルズ（ボーダコム・ブルー・ブルズ）
  - フリーステイト・チーターズ（ボーダコム・フリーステイト・チーターズ）
  - ウェスタン・プロヴィンス（ボーダコム・ウェスタン・プロヴィンス）

- スーパーラグビー
  - ブルズ（ボーダコム・ブルズ）

- トライ・ネイションズ
  - スプリングボクス

サッカー
- 南アフリカ共和国サッカー協会
  - サッカー南アフリカ共和国代表（バハナ・バハナ）
  - サッカー南アフリカ共和国女子代表（バヤナ・バヤナ）
  - アマジタ - 20歳以下代表チーム

- プレミアサッカーリーグ
  - オーランド・パイレーツFC
  - カイザー・チーフスFC
  - ブルームフォンテーン・セルテックFC

南アフリカで開催される2010 FIFAワールドカップの主要サポーターでもある。
命名権（ネーミングライツ）
- フリーステイト・スタジアム（ボーダコム・パーク・スタジアム）
- ニューランズ・スタジアム（命名権を行使しないことを表明）
- ロフタス・ヴァースフェルド・スタジアム（セキュリコー・ロフタス・スタジアムから初期のスタジアム名に改称）